# Алитусское районное самоуправление
Алитусское районное самоуправление (лит. Alytaus rajono savivaldybė, до 1995 — Али́тусский райо́н) — муниципальное образование в Алитусском уезде Литвы.

## Положение и общая характеристика
Площадь 1411 км². Жителей 32,4 тыс. человек (32 116 на 1 января 2005), из них 46,5 % мужчин, 53,5 % женщин; 98 % литовцев, 1 % поляков, 1 % представителей других национальностей. 12,5 % жителей района проживает в городах, 87,5 % — в деревнях.

## Охрана природы
На западе района расположена восточная половина биосферного резервата Жувинтас.

## История
23 января 1959 года к Алитусскому району были присоединены город Симнас, а также Ангининкский, Бамбининкский, Веребейский, Калеснинкский, Крокялаукский, Пареченский, Пошняский, Стебуляский (частично) и Удрийский сельсоветы упразднённого Симнасского района. 7 декабря 1959 года к Алитусскому району была присоединена часть территории упразднённого Даугайского района.

## Достопримечательности
Недалеко от сенюнии Мираславас, на левом берегу речки Першекес находятся два городища: Каукай и Обялите. Подвеска № 53 происходящая с городища Каукай имеет изображение стяга и двузубца с крестовидной ножкой, принадлежавшего Ярополку Святославичу.

## Население
| 1959    | 1970    | 1979    | 1989    | 1996    | 1997    | 1998    | 1999    | 2000    | 2001    | 2002    | 2003    |
| ------- | ------- | ------- | ------- | ------- | ------- | ------- | ------- | ------- | ------- | ------- | ------- |
| 63 901  | ↗75 558 | ↘39 393 | ↘33 300 | ↘32 647 | ↗32 736 | ↗32 910 | ↘32 852 | ↘32 722 | ↘32 644 | ↘32 255 | ↘31 828 |
| 2004    | 2005    | 2006    | 2007    | 2008    | 2009    | 2010    | 2011    | 2012    | 2013    | 2014    | 2015    |
| ↘31 741 | ↘31 415 | ↘30 786 | ↘30 281 | ↘29 773 | ↘29 441 | ↘29 052 | ↘28 210 | ↘27 960 | ↘27 618 | ↘27 347 | ↘27 126 |
| 2016    | 2017    | 2018    | 2019    | 2020    | 2021    | 2022    | 2023    |         |         |         |         |
| ↘26 831 | ↘26 563 | ↘26 077 | ↗26 153 | ↘25 885 | ↘25 581 | ↘25 429 | ↘25 356 |         |         |         |         |

## Административное деление
Включает 11 староств:
- Алитусское (лит. Alytaus seniūnija),
- Аловеское (лит. Alovės seniūnija),
- Бутримонисское (лит. Butrimonių seniūnija),
- Даугайское (лит. Daugų seniūnija),
- Крокялаукисское (лит. Krokialaukio seniūnija),
- Мирославасское (лит. Miroslavo seniūnija),
- Нямунайтисское (лит. Nemunaičio seniūnija),
- Пивашюнайское (лит. Pivašiūnų seniūnija),
- Пунясское (лит. Punios seniūnija),
- Райтининкайское (лит. Raitininkų seniūnija),
- Симнасское (лит. Simno seniūnija).

## Известные уроженцы
- Сакалаускас-Ванагелис, Ксаверас (1863—1938) — литовский поэт, писатель.